# Phreatia pisifera
Phreatia pisifera är en orkidéart som beskrevs av Johannes Jacobus Smith. Phreatia pisifera ingår i släktet Phreatia och familjen orkidéer. Inga underarter finns listade i Catalogue of Life.